# 鼻毛

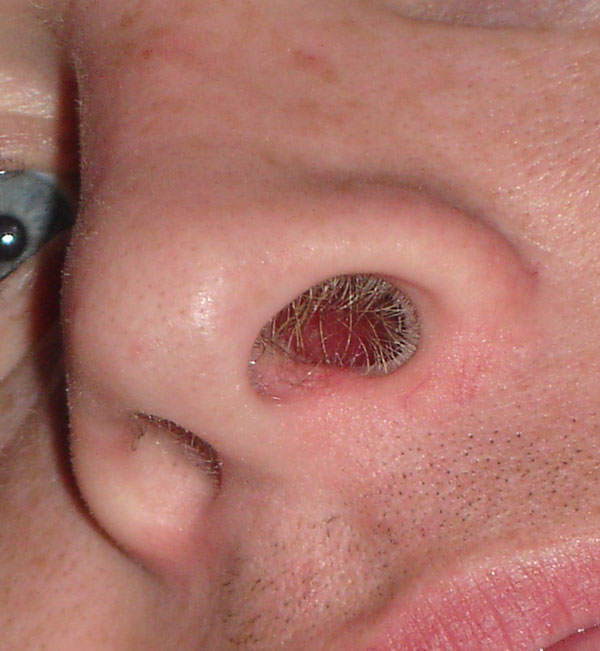
鼻毛

鼻毛（はなげ、英語：nostril hair）は、鼻腔に生える毛である。

## 機能
鼻毛の機能は、鼻から空気を呼吸する際にフィルターのように塵埃や微粒子をからめ取ることで異物が気管支に入り込むことを防ぐ。そのほか、鼻呼吸時の吐息に含まれる水蒸気を吸着し、鼻から息を吸い込む際に蒸発させることで、わずかながら呼気の水分を回収する作用がある。然しながら、成人より身体の保護が必要な幼年期にはほとんど成長しないため、この説も確立されていない。
都市部や活火山の近くなど空気が汚染されたところに住むと鼻毛が伸びやすくなると言われるが、医学的な根拠はなく、主な原因は加齢とされている。

## 特徴
鼻毛は他の体毛に比べ白髪の発生が早いとされる。その後頭髪、陰毛と続き、最後には眉毛に白髪が発生するようになる。
鼻毛の伸び方には性差がある。鼻毛は他の体毛と同様、成長において男性ホルモンの影響を受けるため、男性の鼻毛は太く、また長くなって鼻の穴からはみ出すことも多くなる。女性の場合は男性に比べて細く成長も鈍いため、男性のように鼻孔の外にまで伸びることは少ない。

## 名称
医学的には音読みで「びもう」と呼び、外鼻孔から入った最初の部分である鼻前庭に密生している毛を指す。鼻腔、いわゆる鼻の穴は、鼻の周囲の皮膚が直接連続しており、その表面には顔面の皮膚部と同様に皮脂腺や毛根が存在する。この毛根から生えるのが鼻毛である。正確には、鼻腔奥部の粘膜表面にも細かな繊毛があり、鼻腔に入った粉塵や鼻粘膜から分泌される粘液を鼻腔の後方へ運搬する役割を担っているが、これは通常「鼻毛」としては認識されていない。また、鼻表面に生える産毛も同様に「鼻毛」とは呼ばれない。鼻腔内部の鼻前庭から生え、鼻孔から露出する可能性のあるものが「鼻毛」と呼ばれているようである。
また、鼻毛は神経の名前にもあり、眼神経が眼窩内に入って三叉に分岐していくその一つが、「鼻毛様体神経」と呼ばれる。「鼻毛様体神経痛」（シャルラン症候群）という、この神経にからむ病気もある。ただし、これは「鼻毛のような神経」ではなく「鼻に存在する、あるいは鼻の感覚に関わる“毛様体神経”」のことで、鼻毛とは関係ない。
「鼻毛」の用法はかなり古く、平安時代中期の10世紀に編纂された漢和辞書『和名類聚抄』（『和名抄』）（934年成立）には、「鑷」という字に「波奈介沼岐、俗云計沼岐」（ハナゲヌキ、俗にケヌキと云ふ）という注記が見られる。さらに、13世紀の観智院本『類聚名義抄』（『名義抄』）には〈彡偏に鼻〉の字に「ハナケ」の読みがあり、16世紀の『羅葡日辞書』（1595年）にも「Fanague」の表記があるという。

## 鼻毛の処理

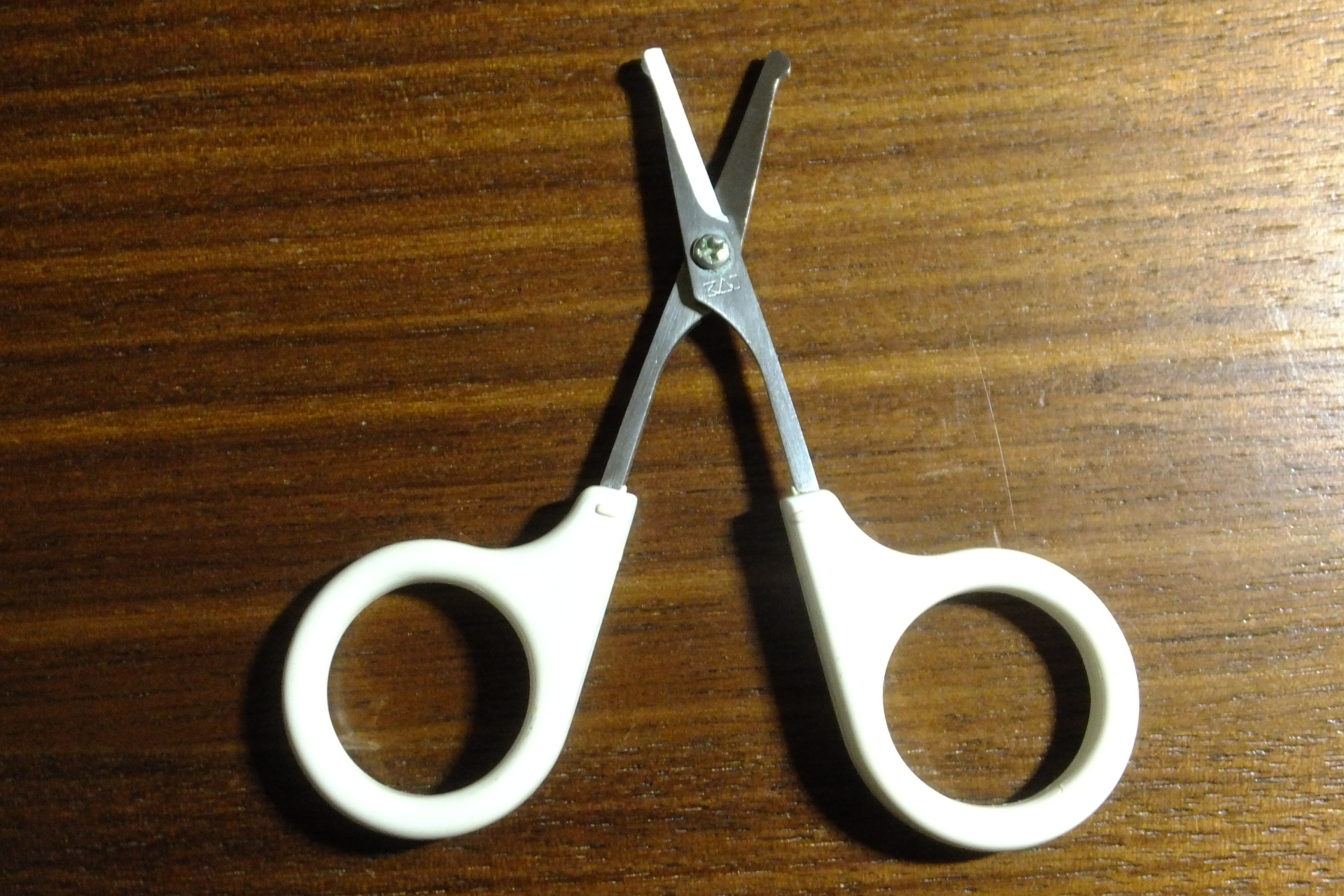
鼻毛鋏

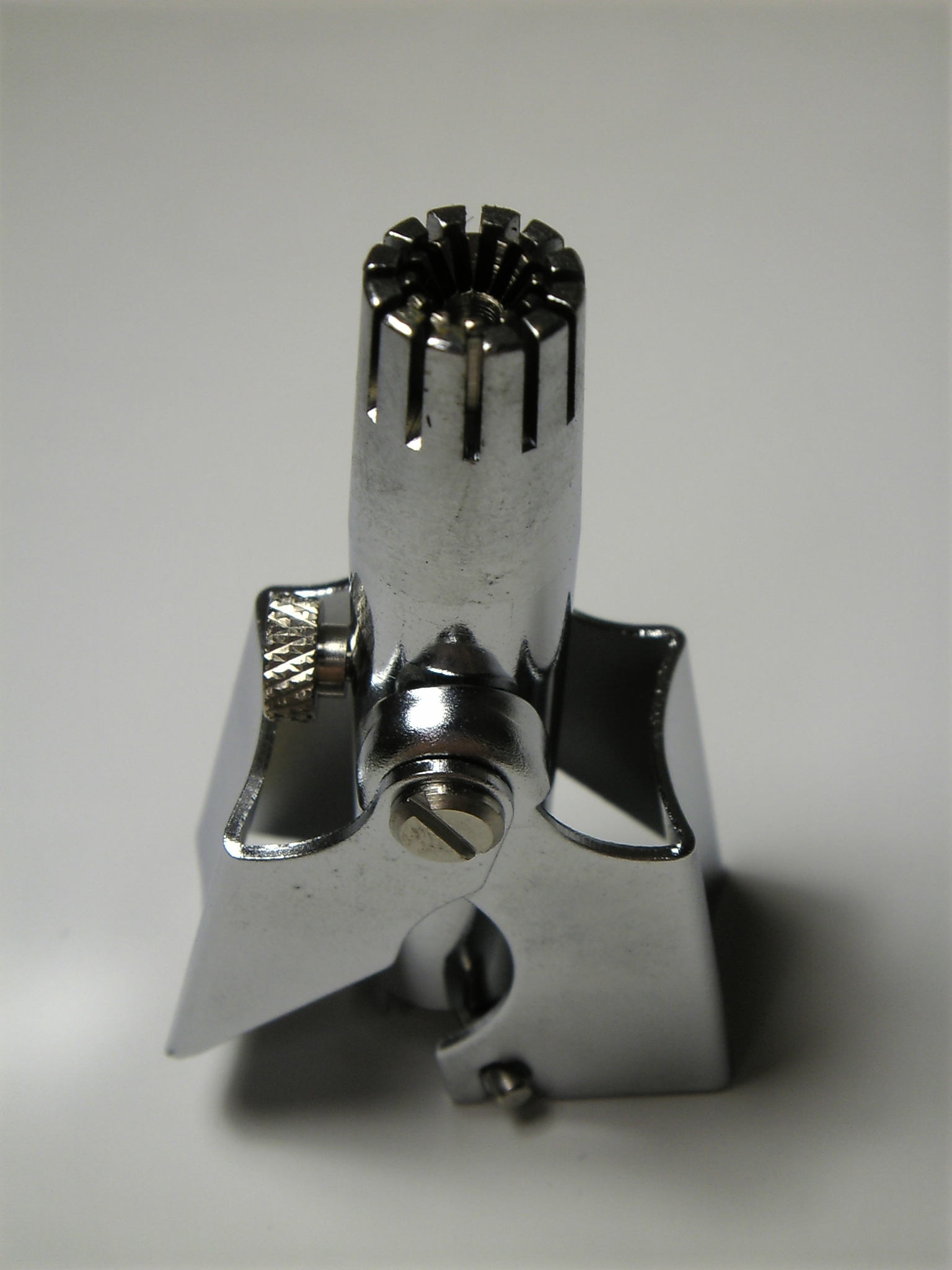
回転式鼻毛カッター

鼻毛は、先述したように鼻のフィルターの役割を果たしているにも拘らず、鼻孔から露出すると極めて不体裁という理由から、抜く・切るなどの処理がされることが多い。
鼻毛を抜く際には、かつては毛抜きを用いることが多かった。「毛抜き」を別名「鼻毛抜き」と呼ぶことは、既に平安時代の『和名抄』や『名義抄』にも見える。
近年の技術革新により、回転する刃により鼻毛を切除する鼻毛カッターが発明され、鼻毛の処理は自動化された。これを鼻の穴に入れ、バリカンのごとく鼻毛を削ぎ落とすことが可能である。その他、鼻腔の皮膚を傷つけないよう先端が丸く加工された鼻毛鋏や、鼻毛クリッパーなど様々な鼻毛手入れ用品も商品化されている。
美容整形や慢性鼻腔炎などの治療で鼻周辺を手術する際には、衛生のために鼻毛が切られる。
鼻毛を抜いた時に涙が出ることがあるが、必ず抜いた鼻の穴の側の目から出る。これは反射を司る蝶形口蓋神経節は左右にあり、局所的な刺激では片方だけしか反応しないからである。
鼻毛カッターを使った場合、切って残った毛が鼻の粘膜を傷付け、鼻血が出る場合がある。
ノーズワックスで除去する方法もあるが、鼻の粘膜を傷つける恐れがある。

## 鼻毛のエピソード
- 加賀藩三代目当主の前田利常は、自分に謀反の疑いがかけられた時、加賀百万石を江戸幕府によるお取り潰しから護るために、わざと鼻毛を伸ばしてバカ殿を装った。
- 国際標準化機構 (ISO) によって、痛みの統一単位「ハナゲ (hanage) 」が制定され、「長さ1センチメートルの鼻毛を鉛直方向に1ニュートンの力で引っ張り (=cm·N)、抜いたときに感じる痛み」が「1ハナゲ」と定義された……というチェーンメールがある。これはジョークサイトであるやゆよ記念財団において1995年に発表されたもので、一時期都市伝説めいたチェーンメールとしてネット上に広まった。

- 夏目漱石は、鼻毛を抜いて原稿用紙に植え込む癖があった。この鼻毛の生えた書き損じの原稿は、漱石の弟子の一人である内田百閒が保管していたが、第二次世界大戦中に空襲で焼失してしまったため現存しないという（第三随筆集『無絃琴』所収「漱石遺毛」）。
- 『文藝』の編集長だった坂本一亀は膨大な量の生原稿（持込原稿を含む）を読破する超人的な仕事ぶりで知られた。ある作家は、坂本が本当にそれらを読破しているか否か疑ったが、あるとき原稿を調べてみると、ところどころに坂本が読みながら抜いたと思われる鼻毛が挟まっているのを発見し、降参したという[4]。

## 鼻毛と文化

### 文学
- 夏目漱石の小説『吾輩は猫である』には、猫の主人となる苦沙弥先生が鼻毛を抜いて原稿用紙に植え付けたり白髪の鼻毛を見せて妻を追い払ったりする描写がある。また、短編『硝子戸の中』でも鼻毛を抜く場面がある。
- 正岡子規の『萬葉集を讀む』には、歌で韻律を重要視する文法至上主義は、感情を制する弊害があり、文法の例には歌を引く学者を揶揄した上で、矛先は文法御用歌人に向かう。そこには鼻毛を使った秀逸な揶揄表現がある。「但文法の例に引かるゝやうな歌をつくりて滿足し居る歌人の鼻毛こそ海士が引く千尋繩（ちひろたくなは）よりも長かめれと氣の毒に思はるゝなり。」
- 1920年に『赤い鳥』に掲載された、宮原晃一郎『漁師の冒険』には、おかしみのあるファンタジーの道具として鼻毛が登場する。漁師である仙蔵と次郎作が、巨人の島に流され、スイカを食べる。スイカ畑で二人をとらえた巨人の孫とおじいさんであったが、ある日おじいさんが孫にこう提案したことから、もうひとつの漁師たちの冒険が始まる。「これ／＼孫や、俺（わし）にお前の虫を貸してくれまいか。」「おぢいさん、貸してあげてもいゝですが、何をなさるんですか？」「あのね、あの虫は大変賢いだらう。だから俺（わし）の鼻の孔（あな）に沢山毛が生えて、垢（あか）もついてゐるから、毛をかつたり垢を掃除したりさせるのだよ。」
- 夢野久作の随筆『鼻の表現』には、「鼻毛が長い」「鼻毛をよむ」「鼻毛を勘定する」など、鼻毛のほか、鼻という部位を使った慣用句をユーモラスに綴っている。
- 夢野久作『超人鬚野博士』の「惜しい鼻柱」には、鬚野博士がバレンチノ似の若い色男医学士・羽振とのユーモラスな鼻毛論争の末、鼻柱を引っ剥がす。以下、抜粋引用。「ウン。成る程のう……ところで加賀の国の何代目かの殿様は、家老や奥女中から笑われるのも構わずに鼻毛を一寸以上伸ばして御座ったという話だが、アレは君が教えたのか」（中略）「よく知らん知らんと云うのう。それじゃ鼻毛のよく伸びる奴は、大てい女好きで長生きをするものだが……俺なんかは無論、例外だが……アレはやっぱりホルモンの関係じゃないのか」「サア、わかりませんが。研究中ですから……」「そんな研究ではアカンぞ」「ヘエ、相済みません」（中略）「成る程、君はその方の専門だったね、失敬失敬。今の鼻毛の話よ。鼻毛は健康の礎（もとい）……ホルモンのメートルだという……」
- 宮本百合子『氷蔵の二階』にあるのは、鼻毛抜きに関する徹底的なリアリズム。「眺め飽きると、志野は手を延し、脇の小棚から懐中鏡をとり出した。鏡を開いて片手に持ち、片方の指で頻りに鼻毛を抜き出した。円いくくれた顎をつき出し、一心に目を据えてぐっと引張るが、なかなか抜けて来ない。気合をこめて引張っては擽ったそうな顔をする。房が到頭ふき出した。」（三）
- 小熊秀雄の詩『初雪の朝』には、「鼻毛をくすぐるほどの柔かい風に吹かれて」という、ユーモラスな表現がある。（『詩集 (1)初期詩篇』）
- 太宰治が『日本永代蔵』巻五の五、三匁五分曙（あけぼの）のかねを翻案した『新釈諸国噺』の『破産』では、女房が放蕩夫へ、悋気混じりにこう痛罵する。「あたしの田舎の父は、男というものは野良姿（のらすがた）のままで、手足の爪（つめ）の先には泥（どろ）をつめて、眼脂（めやに）も拭（ふ）かず肥桶（こえおけ）をかついでお茶屋へ遊びに行くのが自慢だ、それが出来ない男は、みんな茶屋女の男めかけになりたくて行くやつだ。（中略）くやしかったら肥桶をかついでお出掛けなさい、出来ないでしょう、なんだいそんな裏だか表だかわからないような顔をして、鏡をのぞき込んでにっこり笑ったりして、ああ、きたない、そんなことをするひまがあったら鼻毛でも剪（つ）んだらどう？　伸びていますよ、くやしかったら肥桶をかついで」

### 漫画
- 澤井啓夫のギャグ漫画『ボボボーボ・ボーボボ』の主人公・ボーボボは鼻毛を伸ばして自在に操り、敵を倒す鼻毛真拳（北斗神拳のパロディ）の使い手である。なお、読み切り版では「鼻毛"神"拳」となっていた。他に「我流鼻毛真拳」「ワキ毛真拳」「バビロン真拳」などのバリエーションもある。
- 赤塚不二夫のギャグ漫画『天才バカボン』のバカボンのパパは、鼻の下に鼻毛とも髭ともつかぬ放射線状の毛をたくわえている。表紙で本人が「これは鼻毛ではなくヒゲですのだ」と明言している回がある。
- Moo.念平の漫画『あまいぞ!男吾』で、主人公・巴男吾は大文字学園中学に入学するが、始業式から10日も遅刻してしまった。父親が鼻毛を抜きつつ入学の日取りの書いてある書類を読んでいたため、鼻毛が一本、月日のところに付いて、入学日を見間違えてしまったのである。（4月3日が始業式、という部分に1本鼻毛が落ち、3の隣に落ちたため13日、と間違えた）
- つげ義春の短編漫画作品『チーコ』では、同居している漫画家の青年と水商売に勤めている女性のカップルが文鳥を飼うエピソードが綴られているが、その中で文鳥がキスしてきた女性の鼻毛を嘴でむしり取り、青年が「女にも鼻毛が生えている」と驚愕するシーンがある。

## 鼻毛の表現
「鼻毛」は、文字通りの意味である「鼻の穴の毛」以外にも、女にうつつをぬかすこと、あるいは間抜けをあらわす比喩の言葉としても用いられている。
鼻毛が長い
女の色香に迷っているさま。
鼻毛を伸ばす、鼻毛が伸びる
女に甘く、でれでれしている様。「鼻の下を伸ばす」に近いか。
鼻毛を読む、鼻毛を数える
女が自分に溺れている男のだらしない様を見抜いて、思うままにもてあそぶこと。
鼻毛で蜻蛉を釣る
鼻毛を長く伸ばしているたとえの他に、「阿呆の鼻毛で蜻蛉をつなぐ」などのように阿呆を強調する表現にもなる。
鼻毛を抜く
文字通りの意味の他に、「生き馬の目を抜く」と似た意味で他者を出し抜くことを指すこともある。
鼻毛通し
「端毛通し」とも。日本刀の柄頭にかぶせた金物にあいた、緒を通すための穴のこと。

## 鼻毛に関する地名・人名
地名と人名の場合、用字は「鼻毛」であっても「（体毛としての）鼻毛」以外の地形などに由来するのが通常である。一例として、「ハナ」は「岬」「先」などを意味する地形語で、「ケ」は「下」などの意味する接尾辞であるため、合成されると「陸から突き出した崖地の下」という意味合いの「ハナゲ」という地名が生まれる。また、別の地名から転訛した結果、「ハナゲ」という音が生じた後で「鼻毛」という字を当てるケースもある。
- 鼻毛（はなげ） - 宮城県仙台市泉区実沢鼻毛。　※外部リンク（紀行文）

- 派生地名として「鼻毛橋」や「鼻毛橋バス停」がある。

- 鼻毛（はなげ） - 福島県福島市飯坂町湯野鼻毛。　※外部リンク（地図）
- 牛鼻毛（うしはなげ[5]） - 福島県 相馬市尾浜牛鼻毛。　※外部リンク（地図・紀行文[リンク切れ]）
- 鼻毛石（はなげいし） - 群馬県前橋市鼻毛石町。　※外部リンク（地図、紀行文[リンク切れ]）

- 江戸時代における上野国勢多郡鼻毛石村（幕藩体制下の上州御料鼻毛石村）。明治半ばの群馬県南勢多郡宮城村鼻毛石。2004年以降現在の前橋市鼻毛石町。

- 鼻毛峠（はなげとうげ） - 新潟県上越市大島区牛ケ鼻と十日町市浦田（かつての東頸城郡の大島村牛ケ鼻と、松之山町浦田）をつなぐ峠。　※外部リンク（地図）

- 一説には、馬に鼻を蹴られるほど前掛かりになって登らざるを得ない急峻な坂であったことから「鼻蹴峠はなげりとうげ」と呼ばれていたのが、転訛したものという。

- 鼻毛の池（はなげのいけ）と鼻毛清水（はなげしみず） - 新潟県上越市大島区牛ケ鼻に所在する池[7]と湧水。　※外部リンク（地図・紀行文[リンク切れ]、池にまつわる伝説[リンク切れ]）

- 池は「関川姫川水百選」選定物件（1996年、関川姫川水百選選定委員会による）。派生地名として「鼻毛キャンプ場」がある。

- 鼻毛（はなげ） - 日本語名字の一つ。非常に珍しい。大阪府に分布する[9]。

## 鼻毛のついた書名
- 短編『大鼻毛』 尾崎紅葉著 （『紅葉全集』第5巻（岩波書店）に収録）
- 短編『鼻毛』 出久根達郎著 （短編集『お楽しみ』（新潮社）に収録）
- 短編『鼻毛』 阿刀田高著 （短編集『消えた男』（角川書店）に収録）
- 短編『月の輪鼻毛』 山岡荘八著 （『山岡荘八全集』第36巻（講談社）に収録）
- 『鼻毛を伸ばした赤ん坊』 稲上説雄著 （審美社）
- 『ABC文体鼻毛のミツアミ』 嵐山光三郎著 （講談社）
- 『キミは他人に鼻毛が出てますよと言えるか』 北尾トロ著 （鉄人社）
- 『音曲鼻毛ぬき』 耳鳥斎著 （『随筆文学選集』第6巻（書斎社）に収録）
- 狂言『音曲鼻毛抜』（『雑芸叢書　第2』（国書刊行会）に収録）

## 鼻毛のついた曲名
- 『ハナゲの唄』 作詞・作曲：ひがしのひとし、歌：ソルティー・シュガー
- 『鼻毛がちょっととびだしている。』 歌：Funta
- 『君のハナ毛は長い』 作詞・作曲：財津和夫　歌：チューリップ、ライブ盤『LIVE!! ACT TULIP Vol.2』収録
- 『鼻毛ボー』 歌：ジョンジョリーナ・アリー